# Folles de lui (Buffy)
Pour les articles homonymes, voir Folles de lui.
Folles de lui est le 6e épisode de la saison 7 de la série Buffy contre les vampires.

## Résumé
Spike emménage chez Alex. Buffy et Dawn discutent sur les gradins du stade du lycée de Sunnydale. Elles évoquent Spike et les sentiments que la Tueuse éprouve pour lui depuis qu'il a récupéré son âme. C'est alors que Dawn tombe amoureuse, au premier regard, d'un des joueurs de l'équipe de football américain, R.J. Brooks. Ce coup de foudre tourne à l'obsession. Dawn, mortifiée après un échec lors d'une audition pour devenir pom-pom girl et se rapprocher de R.J., en vient à pousser un rival sportif du jeune homme dans les escaliers du lycée. 
Toutes les femmes qui croisent R.J. semblent en tomber amoureuses, ce qui inclut aussi Buffy, Anya et même Willow. Elles finissent par se disputer son affection, étant prêtes à faire les pires folies. Ainsi, Buffy décide d'aller tuer le principal Wood ; Willow prépare un sort pour changer R.J. en femme ; Anya va cambrioler une banque ; Dawn, mortifiée que Buffy ait embrassé R.J., veut se suicider et se couche sur les rails de la voie ferrée. Pendant ce temps, Spike et Alex découvrent que la popularité de R.J. vient du blouson que lui a transmis son grand frère. Ils arrivent à raisonner Willow et Buffy juste à temps pour que cette dernière enlève Dawn de la voie avant le passage du train, puis vont voler le blouson de R.J. avant de le brûler, mettant ainsi fin à l'enchantement.